# Золотая чаша
«Золотая Чаша» (англ. Cup of Gold) — первый роман Джона Стейнбека, являющийся биографией известного английского пирата Генри Моргана. Роман содержит много исторических фактов, но акцент сделан на становлении Моргана как человека, его переживаниях, его внутреннем мире. Роман издан в августе 1929 года.
Центральным событием романа является штурм и разграбление «Золотой Чаши» (так называли Панаму), богатейшего города Вест-Индии.

## История создания
Воссоздавая перипетии жизненной судьбы английского корсара и авантюриста XVII века Генри Моргана, писатель меньше всего заботился о том, чтобы написать увлекательную приключенческую историю. Его занимало другое — внутренний мир сельского мальчишки, ставшего грозой морей, противоречия между эгоистичными устремлениями индивидуалиста и превалирующими в обществе тенденциями, противоречие между мечтой и действительностью.
Весной 1929 года Стейнбек завершает работу над «Золотой Чашей» и отсылает роман своему приятелю в Нью-Йорк, чтобы тот предложил его издателям. Но семь издателей, один за другим, отвергают роман. «Мы терпим поражение за поражением, — признавался он в письме к приятелю, также начинающему писателю, — и я не думаю, чтобы в ком-то из нас сохранилось еще достаточно сил, и все же мы по-прежнему долбим головой стену англоязычного романа и зализываем наши царапины, словно раны, полученные на почетной войне… Какое огромное количество труда уходит на то, чтобы написать один роман».
Вскоре пришла телеграмма из Нью-Йорка: издательство «Мак-Брайд» приняло «Золотую Чашу» к печати и готово уплатить аванс в 200 долларов по подписании высланного договора. Такая же сумма причиталась автору по выходе романа из печати.
«Золотая Чаша» вышла в свет в августе 1929 года. Стейнбек узнал об этом, увидев роман в книжном отделе универсального магазина, — издатели не удосужились прислать ему авторские экземпляры. Как оказалось, они не разослали книги ни в газеты, ни в журналы, в результате на нее не появилось никаких рецензий. В довершение ко всему роман продавался только через сеть универсальных магазинов, в книжные лавки он вообще не поступил. Тираж в 1500 экземпляров разошелся, чему способствовала яркая суперобложка с портретом пирата: многие покупали книгу в качестве рождественского подарка детям.

## Персонажи
- Генри Морган — флибустьер, вице-губернатор Ямайки
- Роберт Морган — отец Генри
- Элизабет Морган — мать Генри
- Мерлин — жрец, в юности бард
- Тим — моряк из Корка
- Джеймс Флауер — плантатор, учитель и наставник Генри
- Эдвард Морган — дядя Генри, вице-губернатор Порт-Ройала
- Элизабет — дочь Эдварда Моргана
- Исобель — Санта Роха, Красная Святая

- Кёр-де-Гри — флибустьер, друг Генри

## Краткое содержание
Юный Генри Морган покидает родительский дом в поисках славы и приключений. Благодаря моряку Тиму из Корка, Генри попадает на корабль, идущий в Вест-Индию. Морган попадает на Барбадос, к плантатору Джеймсу Флауеру, который видит в Генри нечто большее, чем раба, и обучает его. Получив свободу и состояние Генри Морган собирает команду и становится успешным флибустьером. До пирата доходит слух о красавице, Красной Святой, живущей в Панаме. Морган решает захватить богатейший город. Во время разорения Панамы он находит Красную Святую, но она лишь насмехается над ним. Генри покидает Панаму, обманув своих сподвижников и оставив их ни с чем. Прибыв в Порт-Ройал, Морган делает предложение дочери своего дяди, Элизабет. Пирата арестовывают и доставляют в Англию, но спустя время Морган становится вице-губернатором Ямайки. Генри Морган умирает в своей постели, мучимый совершенными на протяжении жизни грехами.

## Критика
Роман успеха не имел. Критики относили это за счет того, что он не отвечал принятым стандартам исторических романтических произведений, был пронизан «импрессионизмом и аллегорией». С одной стороны, роман был слишком «ироническим и реалистичным в отдельных деталях», чтобы привлечь читательниц женских журналов. А с другой — он был «слишком романтичным и экзотичным» для любителей серьезной прозы. И хотя роман неоднократно переиздавался в США, был выпущен в мягкой обложке, настоящий успех так и не пришел к нему.